# Stade Gradski vrt
 (avril 2025).
Si vous disposez d'ouvrages ou d'articles de référence ou si vous connaissez des sites web de qualité traitant du thème abordé ici, merci de compléter l'article en donnant les références utiles à sa vérifiabilité et en les liant à la section « Notes et références ».
Le Gradski vrt (en croate, jardin municipal) est un stade d'athlétisme et de football situé à Osijek en Croatie.

## Galerie

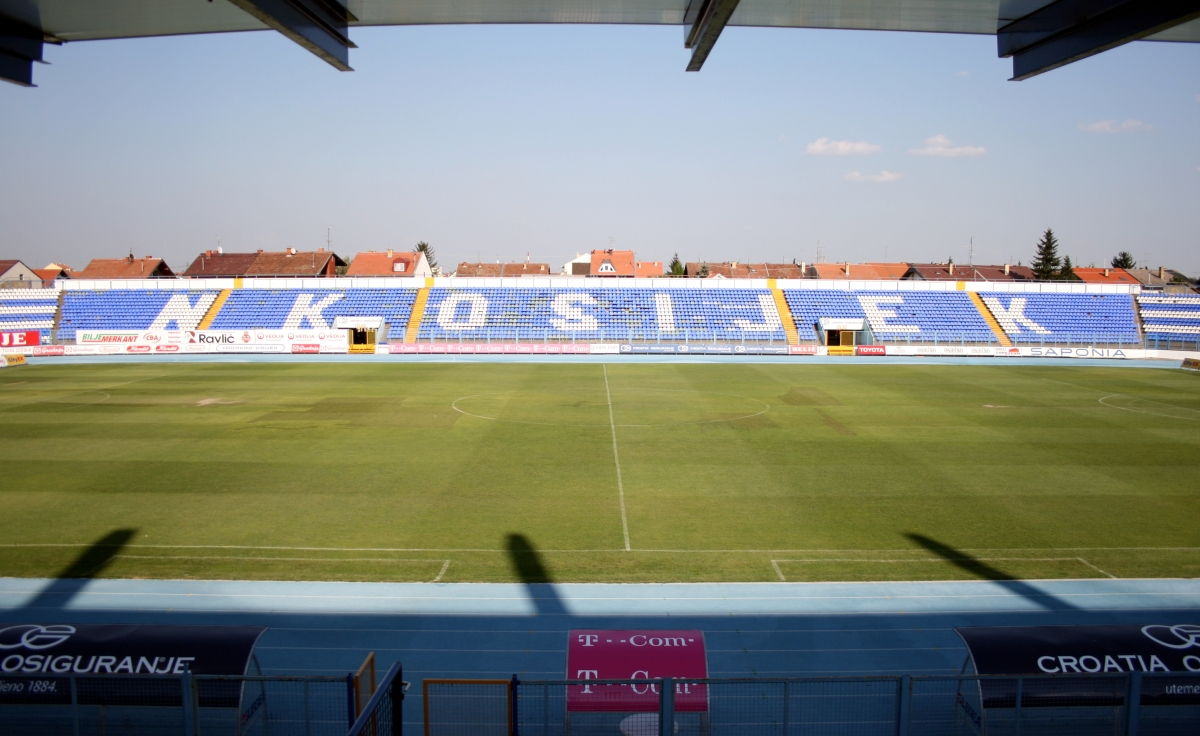